# Naushon Island
Naushon Island (deutsch Naushoninsel) ist eine Insel der Elizabeth Islands im US-Bundesstaat Massachusetts. Mit 19,18 km² ist Naushon Island die größte Insel der Elizabeth Islands; es leben 0,63 Einwohner pro Quadratkilometer. Auf Naushon Island gibt es 35 Häuser, von denen die meisten am östlichen Ende stehen.

## Geschichte
Von 1752 bis 1811 war die Insel im Besitz von James Bowdoin, dem Gouverneur des damaligen Commonwealth of Massachusetts. Nach seinem Tod ging die Insel durch Erbfolge weiter an seinen Nachfolger, James Bowdoin III, der ein Anwesen auf Naushon Island besaß.
1842 kaufte der US-amerikanische Eisenbahnmagnat John Murray Forbes mit seinem Geschäftspartner William W. Swain die Insel. Die Insel wurde zu einem Rückzugsort für die Familie Forbes, die ihr Vermögen mit Handelsgeschäften in China machte. Nach und nach kaufte John M. Forbes immer mehr Besitz auf der Insel von seinem Geschäftspartner Swain, bis die Insel schließlich allein in Forbes’ Familienbesitz lag. Nach John M. Forbes’ Tod 1898 verwalteten seine fünf Kinder die Insel. Später ging die Insel dann an sein Unternehmen.
Der ehemalige US-Außenminister John Kerry macht seit seiner Jugend regelmäßig Urlaub auf Naushon Island. John Kerry ist nicht direkter Nachfahre von John Murray Forbes, aber von dessen Onkel.

## Geographie und Beschreibung
Naushon und die kleineren Inseln Uncatena Island, Nonamesset Island, Monohansett Island, Weepecket Island und andere umliegende, kleine Inseln sind in Privatbesitz. Nur die Strände Tarpaulin Cove, West Beach und Kettle Cove sind für die Öffentlichkeit bestimmt. Im Nordosten liegt die Insel im Windschatten und ist deshalb relativ sturmsicher. An der Mündung des Hadley Harbour ist die Insel offener. Viele Wege sind ungeteert und führen durch die Buchenwälder. Am Tarpaulin Cove steht der Leuchtturm Tarpaulin Cove Light.

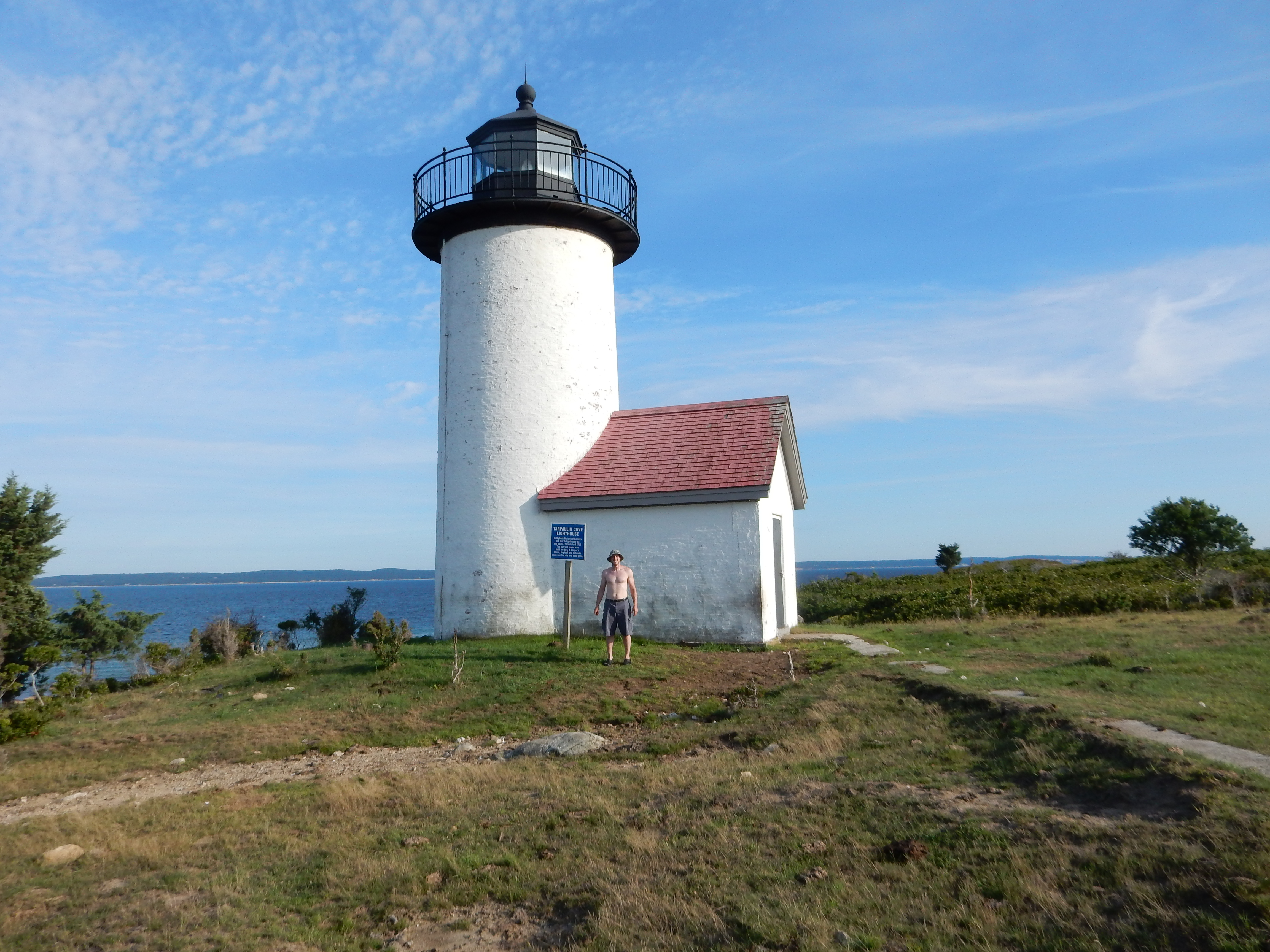
Leuchtturm Tarpaulin Cove